# Логопедія (журнал)
«Логопедія» — український науково-методичний журнал для логопедів, корекційних педагогів. 

## Історія та зміст
Заснований у 2010 році Національним педагогічним та Кам'янець-Подільським університетами, якими й видавався. Виходив у Києві тричі на рік. Наклад 200 примірників.
Статті публікував українською, англійською та російською мовами. Розповсюджувався в Україні, Білорусі, Молдові, Казахстані, Вірменії, РФ. Стан після 2018 року невідомий.
Основні рубрики: «Корекційна педагогіка», «Спеціальна психологія». Головний редактор — Шеремет Марія Купріянівна (з 2010 року).